# Quand on aime on a toujours vingt ans
Quand on aime on a toujours vingt ans est l'une des chansons les plus emblématiques du chanteur québécois Jean-Pierre Ferland. La chanson figure en troisième position sur l'album "Jaune" (le 10ᵉ album studio de l'artiste). L'artiste l'a composée avec Michel Robidoux, qui enregistre aussi le piano, l'orgue, le synthétiseur Moog et assure les arrangements.

## Album
Quand on aime on a toujours vingt ans est aussi du titre d'un album live de Jen-Pierre Ferland, paru en 1975, avec France Castel aux chœurs.
Cet album a la particularité d'avoir été enregistré en public, à la prison pour femmes de Tanguay à l'occasion d'un spectacle, le 15 Août, 1975. L'album a d'ailleurs pour sous titre "une femme seule, c'est intriguant. 100 femmes seules, ce l'est 100 fois plus ".
L'album est resté classé 20 semaines dans les charts canadiens et a occupé la 5ème place des ventes.
On remarquera que la chanson Quand on aime on a toujours vingt ans ne figure pas sur l'album.

## Similitudes
Le titre est similaire à celui d'une chanson de cabaret français beaucoup plus ancienne ; un fox-trot composé par  Raoul Moretti (musique), Zepp et Eddy Deyrmont (paroles) et interprété par  Perchicot portant le titre "Quand on aime on a toujours vingt ans" est un grand succès en 1923. La chanson a aussi été interprétée par Andrex et orchestrée par Jacques Hélian. Le titre est tellement connu qu'il en devient un adage populaire. Le chanteur Antoine y fait directement référence dans l'un de ses premiers succès en 1966 "Oh yeah" sur l'album "Les élucubrations" : "Le juge a dit à Jules "Vous aurez 20 ans", Jules a dit "Quand on aime, on a toujours 20 ans"
La ressemblance s'arrête là, puisque la musique et les paroles de la chanson de Jean-Pierre Ferland n'ont rien à voir avec le titre français.

## Enregistrements
"Quand on aime on a toujours vingt ans" est un titre figurant sur l'album "Jaune"; 33 tours, Barclay, 1970. Une version remasterisée de l'album a été réalisée en 2005.
"Quand on aime on a toujours vingt ans", titre interprété par Natasha St-Pier et Jean-Pierre Ferland, 2009
"Quand on aime on a toujours vingt ans", titre interprété par Jean-Pierre Ferland, "Live au Place Des Arts", à l'occasion des "noces d'or de Jaune", Tacca Musique Inc., 2010-2011
"Quand on aime on a toujours vingt ans", titre interprété par Jean-Pierre Ferland sur le DVD "Dernière tournée - Ce soir là : Le film du spectacle - 13 janvier 2007 au Centre Bell", The Orchard Music., 2007
"Quand on aime on a toujours vingt ans", titre interprété par Natasha St-Pier, Marie Elaine Thibert et Jean-Pierre Ferland, album "Les Ferlandises", Tacca Musique Inc., 2019 
Album "Quand on aime on a toujours vingt ans", 33 tours, Barclay, 1975

## Spectacle
Un spectacle intitulé Quand on aime on a toujours 20 ans a eu lieu à l'automne 2021 à la Place des Arts, à Montréal ; il a aussi été retransmis sur internet.
Ce spectacle rendait hommage à quatre piliers du paysage culturel québécois : Clémence DesRochers, Yvon Deschamps, Jean-Pierre Ferland et Louise Latraverse, des légendes qui ont participé à la naissance de la chanson et du variété québécois dans les années 1960 et 1970.